# مگس‌گیر آبی پیشانی‌آبی
مگس‌گیر آبی پیشانی‌آبی (نام علمی: Cyornis hoevelli) نام یک گونه از سرده مگس‌گیرهای آبی است.